# Пашковская волость (Усманский уезд)
Пашковская во́лость — административно-территориальная единица Усманского уезда Тамбовской губернии с центром в селе  Пашково.

## История
Волость образована после реформы 1861 года.
Волостное управление на основании Общего положения о крестьянах 1861 года составляли:
1. Волостной сход;
2. Волостной старшина с волостным правлением;
3. Волостной крестьянский суд.

Упразднена в 1880-е годы и вошла  в состав Завальской волости Усманского уезда.

## География
Волость расположена в центральной части Усманского уезда. Волостной центр находился в 15  верстах от г. Усмани.

## Состав волости
Состояла из 5 сельских обществ:
| №  | Название населённого пункта  | Тип населенного пункта | Население |
| -- | ---------------------------- | ---------------------- | --------- |
| 1. | Пашково                      | сельцо, центр волости  | 620       |
| 2. | Байгора (Егоровка)           | деревня                | 820       |
| 3. | Матрёнка (Фёдоровкие хутора) | деревня                | 183       |
| 4  | Троицкое (Снежково)          | сельцо                 | 690       |

## Приход
Приход Троицкой церковь в Пашково. Церковь каменная, построена в 1824 году на средства прихожан.

## Население
1880—3388 человек
Основная масса населения — крестьяне бывшие крепостные.